# Pauli Jørgensen
Pauli Jørgensen (Frederiksberg, 4 december 1905 – aldaar, 30 oktober 1993) was een Deens voetballer die als aanvaller speelde bij BK Frem. Hij werd in het seizoen 1936/1937 met 19 goals topscorer van de Deense voetbalcompetitie.